# OpenH264
OpenH264 to darmowa biblioteka oprogramowania do kodowania i dekodowania w czasie rzeczywistym strumieni wideo w formacie H.264/MPEG-4 AVC.  Jest ona udostępniana na warunkach licencji Simplified BSD License. 

## Wsparcie w przeglądarce Firefox
Również w dniu ogłoszenia przez Cisco możliwości bezpłatnego użytkowania, 30 października 2013 r., Brendan Eich z Mozilli napisał, że w przyszłych wersjach przeglądarki Firefox zostaną wykorzystane pliki binarne Cisco, aby dodać obsługę standardu H.264 do przeglądarki Firefox, w której kodeki platformy nie są dostępne.  W październiku 2014 r. Mozilla wydała przeglądarkę Firefox 33, pierwszą główną wersję obsługującą standard OpenH264. 